# Pražská energetika
Pražská energetika, a.s. (do října 2000 měla v Obchodním rejstříku zapsanou též oficiální zkratku PRE, a.s.), je pražská elektrárenská společnost, která byla založena k 1. lednu 1994 Fondem národního majetku v rámci privatizace a transformace státního podniku Pražské energetické závody, založeného Ministerstvem paliv a energetiky ČSFR a zapsaného do obchodního rejstříku 29. června 1990, v likvidaci od 30. ledna 2002 a vymazaného 24. listopadu 2007. Jeho předchůdcem byl státní koncernový podnik Pražské energetické závody, zřízený rozhodnutím č. 14/1981 ministra paliv a energetiky ČSSR ze dne 21. 12. 1981 a zapsaný do obchodního rejstříku 31. prosince 1981, vymazaný 1. července 1988. Národní podnik Pražské energetické závody vznikl údajně v roce 1982 vyčleněním ze Středočeských energetických závodů, jejichž předchůdcem působícím mimo území Prahy byl v roce 1917 založený Elektrárenský svaz okresů Středočeských, s.r.o. Po znárodnění energetických podniků v roce 1945 byly v roce 1950 zřízeny národní podniky podle krajů, přičemž pro Prahu a Středočeský kraj fungoval v letech 1950–1981 společný podnik Středočeské energetické závody, národní podnik.
Jejich předchůdce působící na území Prahy vznikl rozdělením Elektrických podniků hlavního města Prahy v roce 1946[zdroj⁠?!] (předtím Elektrické podniky Královského hlavního města Prahy, založené v roce 1897).
Zabývá se převážně prodejem a distribucí elektrické energie a plynu na území Prahy, s cca 690 tisíci odběrnými místy je třetím největším dodavatelem elektřiny v České republice a patří mezi padesát největších českých společností podle tržeb. Majoritním vlastníkem společnosti (58 %) je Pražská energetika Holding, jehož majoritním vlastníkem je hlavní město Praha. Společnost je součástí koncernu Energie Baden-Württemberg AG, který ji ovládá prostřednictvím akcionářské smlouvy uzavřené s městem Prahou.

## Skupina PRE

### Pražská energetika
Samotná Pražská energetika se zabývá zejména obchodem s plynem a elektřinou, poskytuje také administrativní korporátní služby pro členy Skupiny PRE. Za odebranou kilowatthodinu průměrná česká domácnost s odběrem 2 200 kWh za rok zaplatila v roce 2019 v distribuční oblasti PRE 4,47 Kč, což je lehce pod celorepublikovým průměrem 4,58 Kč za kWh.

### PREdistribuce
Dceřiná společnost PREdistribuce, a. s., je vlastníkem a provozovatelem distribuční soustavy elektrické energie na území Prahy a Roztok. Společnost poskytuje distribuční služby, řídí smluvní vztahy se zákazníky a připojení k síti na svém distribučním území. Realizuje výstavbu, správu, údržbu a provoz distribuční soustavy.
Od 1. 1. 2017 provádí jako subdodavatel na základě smlouvy s městem vlastněnou společností Trade Centre Praha a. s. servis veřejného osvětlení a dalších přidružených zařízení v Praze, včetně provozu dispečinku hlášení poruch. K této konstelaci došlo po zrušení několik let trvajícího výběrového řízení a poté, co se město na poslední chvíli rozhodlo neprodloužit smlouvu dosavadnímu správci osvětlení Eltodo Citelum a.s. Podle dosavadních zpráv by mělo jít o dočasnou situaci a od 1. července 2017 by činnosti měla převzít přímo společnost Trade Centre Praha a.s.

### PREměření
Dceřiná společnost PREměření, a. s., se zabývá opravami, montážemi a odečty elektroměrů. Dále nabízí široké spektrum služeb - elektroinstalační práce, služby v oblasti poradenství, servis a prodej osvětlovací techniky, půjčování měřicích zařízení, certifikaci v oblasti energetického auditu a štítkování budov, metrologie atd. Společnost je také aktivní i v oblasti elektromobility, součástí její nabídky služeb je také prodejna a půjčovna elektrokol PREkolo (www.prekolo.cz).
PREměření také vlastní a provozuje (přímo či prostřednictvím dceřiných společností, označeno *) následující fotovoltaické elektrárny:
| Název                  | Místo             | Instalovaný výkon (MW) |
| ---------------------- | ----------------- | ---------------------- |
| FVE Jinonice           | Praha, Stodůlky   | 0,173                  |
| FVE Lhotka             | Praha, Kamýk      | 0,06                   |
| FVE Hrouda             | Praha, Strašnice  | 0,09                   |
| FVE Pražačka TO 02     | Praha, Libeň      | 0,09                   |
| FVE Pražačka TO 03     | Praha, Libeň      | 0,018                  |
| FVE Pražačka TO 04     | Praha, Libeň      | 0,03                   |
| FVE TR Sever 1         | Praha, Bohnice    | 0,204                  |
| FVE Kondrac            | Dub u Kondrace    | 1,109                  |
| FVE Hořovice           | Hořovice          | 1,087                  |
| FVE Pozorka u Kladrub  | Pozorka u Kladrub | 3,998                  |
| FVE Syrovice           | Syrovice          | 3,168                  |
| FVE Ořechovská         | Syrovice          | 3,168                  |
| *FVE Mikulov na Moravě | Mikulov           | 0,941                  |
| *FVE Pozořice 4 MW     | Pozořice          | 3,77                   |
| *FVE Pozořice 0,9 MW   | Sivice            | 0,826                  |
| *FVE Dačice etapa 1    | Bílkov            | 4,848                  |
| celkem                 | celkem            | 23,518                 |

### eYello CZ
Dceřiná společnost eYello CZ, k. s. se zabývá nízkonákladovým prodejem elektřiny a plynu pod názvem Yello.

## Statutární orgány
Představenstvo a dozorčí rada Pražské energetiky a.s. a jejich dceřiných společností bývají obsazovány na základě akcionářské smlouvy uzavřené mezi společností Energie Baden-Württemberg AG a městem Prahou. Za město Prahu rozhodují o zástupcích politické strany, což bývá předmětem kritiky. Milan Jančík (ODS), Martin Langmajer (ODS), Petr Hulinský (ČSSD) a Miroslav Poche (ČSSD) si takto každý vydělali více než 10 mil. Kč. V roce 2012 byli členy dozorčí rady a představenstva mj. Pavel Elis (EnBW), Alexander Sloboda (EnBW), Zdeněk Hrubý (TOP09), Vladimír Schmalz (ODS), Monika Krobová Hášová (TOP09), Michal Štěpán (TOP09) a Petr Dolínek (ČSSD).Od 24. 6. 2015 byla předsedkyní dozorčí rady Pražské energetiky starostka MČ Praha 10 JUDr. Radmila Kleslová. R. Kleslová ukončila působení v DR PRE k 10. 12. 2015. V roce 2016 byli členy dozorčí rady a představenstva mj. Pavel Elis (EnBW), Alexander Sloboda (EnBW), Marián Čalfa (ČSSD), Franz Retzer (EnBW), Jaroslav Štěpánek (ANO 2011), Pavel Pustějovský (ANO 2011), Jan Sixta (KDU-ČSL).

## Pražská energetika Holding
Pražská energetika Holding, a. s., je česká společnost vlastnící majoritní podíl (58,05 %) v energetické společnosti Pražská energetika. Od založení v září 2000 je jejím majoritním akcionářem (51 %) hlavní město Praha (HLMP). Zbývajících 49 % akcií v současné době patří německé společnosti EnBW Central and Eastern Europe Holding GmbH.
V roce 2008 byl od Ministerstva práce a sociálních věcí odkoupen 7% podíl v PRE. Za rok 2009 vykázala Pražská energetika Holding konsolidované tržby přes 20 miliard korun a uzavírala čtvrtou desítku největších českých společností podle tržeb.
30. června 2011 schválila valná hromada, na které za HLMP hlasoval Petr Hulinský (ČSSD), změny ve složení představenstva společnosti. Novým členem se stal Václav Vodrážka, bratr starosty MČ Praha 13 a bývalého 1. místopředsedy ODS Davida Vodrážky. Primátor Bohuslav Svoboda (ODS) ani šéf pražského zastupitelského klubu ODS Rudolf Blažek nebyli schopni médiím sdělit, kdo jeho nominaci navrhl. Valná hromada rovněž schválila tantiémy za rok 2010, předseda dozorčí rady Tomáš Chalupa (ODS) získal 300 tisíc korun, členové ODS Pavel Klega a Jiří Janeček získali každý 26 tisíc korun.